# Chef d'état-major de l'Armée de terre (Italie)
Le chef d'état-major de l'Armée de terre est le chef responsable de la préparation, de l'entraînement et de l'entretien de l'armée italienne en vue de sa mise en œuvre. L'insigne du grade est celui de général de corps d'armée avec fonctions spéciales, composé de quatre étoiles d'argent disposées en losange, la dernière étant bordée de rouge, et d'une grecque.
Depuis le 26 février 2021, le chef d'état-major de l'armée de terre italienne est le général de corps d'armée Pietro Serino (it).

## Attributions
Le chef d'état-major des armées (capo di stato maggiore dell'Esercito - CSME) préside l'état-major des armées (stato maggiore dell'Esercito - EMS), l'organe supérieur de décision des forces armées. Le CSME y dispose directement d'un bureau général (auquel est rattaché le bureau de l'information et de la communication publique) et, depuis 2012, du département de l'emploi du personnel, qui assume ainsi la responsabilité directe de la gestion du personnel et de la politique de l'emploi. En outre, le CSME relève directement du bureau général du commandant chargé de l'administration, auquel est rattachée depuis le 10 janvier 2013 la direction de l'administration des armées de terre,.
Le CSME représente l'armée auprès du gouvernement et de ses ministères, du Parlement italien et des organisations internationales. Il préside également les cérémonies solennelles et peut participer au Conseil suprême de la défense. Le chef d'état-major est toujours issu du rôle normal, ayant fréquenté l'Académie militaire, l'École d'application et les cours ordinaire et supérieur de l'état-major général.

## Les chefs d'état-major de l'Armée de terre
Les données suivantes, toutes tirées du site officiel de l'armée italienne, comprennent également les chefs d'état-major du Regio Esercito, connu sous le nom de « service d'état-major général » de 1920 à 1923 et d'« état-major central » de 1923 à 1925.

### État-major général et service d'état-major

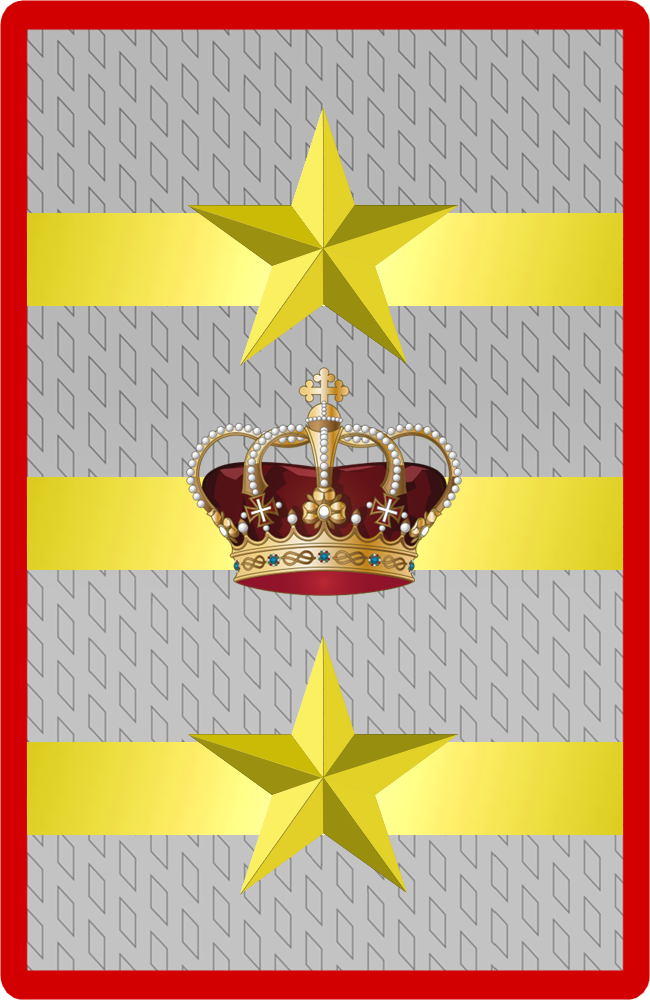
Le garde-main du chef d'état-major de l'armée royale, utilisé pendant la Première Guerre mondiale.

| Photo | Grade                                    | Nom                | Durée de la fonction | Durée de la fonction |
| Photo | Grade                                    | Nom                | Début                | Fin                  |
| ----- | ---------------------------------------- | ------------------ | -------------------- | -------------------- |
|       | Général de division (tenente generale)   | Enrico Cosenz      | 1er septembre 1882   | 1er décembre 1893    |
|       | Général de division (tenente generale)   | Domenico Primerano | 1er décembre 1893    | 1er juin 1896        |
|       | Général de division (tenente generale)   | Tancredi Saletta   | 1er juin 1896        | 27 juin 1908         |
|       | Général de division (tenente generale)   | Alberto Pollio     | 1er juillet 1908     | 1er juillet 1914     |
|       | Général de division (tenente generale)   | Luigi Cadorna      | 10 juillet 1914      | 8 novembre 1917      |
|       | Général de division (tenente generale)   | Armando Diaz       | 9 novembre 1917      | 24 novembre 1919     |
|       | Général des armées (generale d'esercito) | Pietro Badoglio    | 24 novembre 1919     | 3 février 1921       |
|       | Général de division (tenente generale)   | Giuseppe Vaccari   | 3 février 1921       | 16 janvier 1923      |

### État-major central
| Photo | Grade                                    | Nom                 | Durée de la fonction | Durée de la fonction |
| Photo | Grade                                    | Nom                 | Début                | Fin                  |
| ----- | ---------------------------------------- | ------------------- | -------------------- | -------------------- |
|       | Général de division (tenente generale)   | Giuseppe Vaccari    | 16 janvier 1923      | 1er mai 1923         |
|       | Général de division (tenente generale)   | Giuseppe F. Ferrari | 1er mai 1923         | 4 mai 1925           |
|       | Général des armées (generale d'esercito) | Pietro Badoglio     | 4 mai 1925           | 8 juin 1925          |

### État-major de l'armée royale
| |  |  |
| L'insigne à épaulette du chef d'état-major de l'armée royale (général de corps d'armée avec fonctions spéciales) en usage juste après la Seconde Guerre mondiale et, à droite, celui du général d'armée désigné. |  |  |

| Photo | Grade                                                 | Nom                        | Durée de la fonction | Durée de la fonction |
| Photo | Grade                                                 | Nom                        | Début                | Fin                  |
| ----- | ----------------------------------------------------- | -------------------------- | -------------------- | -------------------- |
|       | Général des armées (generale d'esercito)              | Pietro Badoglio            | 8 juin 1925          | 1er février 1927     |
|       | Général de corps d'armée (generale di corpo d'armata) | Giuseppe Francesco Ferrari | 1er février 1927     | 15 février 1928      |
|       | Général de corps d'armée (generale di corpo d'armata) | Nicola Gualtieri           | 29 juillet 1928      | 4 février 1929       |
|       | Général de corps d'armée (generale di corpo d'armata) | Alberto Bonzani            | 4 février 1929       | 1er octobre 1934     |
|       | Général désigné d'armée (generale designato d'armata) | Federico Baistrocchi       | 1er octobre 1934     | 7 octobre 1936       |
|       | Général de corps d'armée (generale di corpo d'armata) | Alberto Pariani            | 7 octobre 1936       | 3 novembre 1939      |
|       | Maréchal d'Italie (maresciallo d'Italia)              | Rodolfo Graziani           | 3 novembre 1939      | 24 mars 1941         |
|       | Général de corps d'armée (generale di corpo d'armata) | Mario Roatta               | 24 mars 1941         | 20 janvier 1942      |
|       | Général désigné d'armée (generale designato d'armata) | Vittorio Ambrosio          | 20 janvier 1942      | 1er février 1943     |
|       | Général désigné d'armée (generale designato d'armata) | Ezio Rosi                  | 1er février 1943     | 18 mai 1943          |
|       | Général de corps d'armée (generale di corpo d'armata) | Giuseppe De Stefanis       | 19 mai 1943          | 31 mai 1943          |
|       | Général désigné d'armée (generale designato d'armata) | Mario Roatta               | 1er juin 1943        | 18 novembre 1943     |
|       | Général de corps d'armée (generale di corpo d'armata) | Paolo Berardi              | 18 novembre 1943     | 10 février 1945      |
|       | Général de brigade (generale di brigata)              | Ercole Ronco               | 10 février 1945      | 4 juillet 1945       |
|       | Général de division (generale di divisione)           | Raffaele Cadorna           | 4 juillet 1945       | 13 juin 1946         |

### État-major de l'Armée de terre italienne

L'insigne épaulette (depuis 1973) du chef d'état-major de l'Armée italienne (général de corps d'armée avec fonctions spéciales)

| Photo | Grade                                                 | Nom                          | Durée de la fonction | Durée de la fonction |
| Photo | Grade                                                 | Nom                          | Début                | Fin                  |
| ----- | ----------------------------------------------------- | ---------------------------- | -------------------- | -------------------- |
|       | Général de division (generale di divisione)           | Raffaele Cadorna             | 1946                 | 1947                 |
|       | Général de corps d'armée (generale di corpo d'armata) | Luigi Efisio Marras          | 1947                 | 1950                 |
|       | Général de corps d'armée (generale di corpo d'armata) | Ernesto Cappa                | 1950                 | 1952                 |
|       | Général de corps d'armée (generale di corpo d'armata) | Giuseppe Pizzorno            | 1952                 | 1954                 |
|       | Général de corps d'armée (generale di corpo d'armata) | Giorgio Liuzzi               | 1954                 | 1959                 |
|       | Général de corps d'armée (generale di corpo d'armata) | Bruno Lucini                 | 1959                 | 1960                 |
|       | Général de corps d'armée (generale di corpo d'armata) | Antonio Gualano              | 1960                 | 1962                 |
|       | Général de corps d'armée (generale di corpo d'armata) | Giuseppe Aloia               | 1962                 | 1966                 |
|       | Général de corps d'armée (generale di corpo d'armata) | Giovanni de Lorenzo          | 1966                 | 1967                 |
|       | Général de corps d'armée (generale di corpo d'armata) | Guido Vedovato               | 1967                 | 1968                 |
|       | Général de corps d'armée (generale di corpo d'armata) | Enzo Marchesi                | 1968                 | 1970                 |
|       | Général de corps d'armée (generale di corpo d'armata) | Francesco Mereu              | 1970                 | 1973                 |
|       | Général de corps d'armée (generale di corpo d'armata) | Andrea Viglione              | 1973                 | 1975                 |
|       | Général de corps d'armée (generale di corpo d'armata) | Andrea Cucino                | 1975                 | 1977                 |
|       | Général de corps d'armée (generale di corpo d'armata) | Eugenio Rambaldi             | 1977                 | 1981                 |
|       | Général de corps d'armée (generale di corpo d'armata) | Umberto Cappuzzo             | 1981                 | 1985                 |
|       | Général de corps d'armée (generale di corpo d'armata) | Luigi Poli                   | 1985                 | 1987                 |
|       | Général de corps d'armée (generale di corpo d'armata) | Ciro Di Martino              | 1987                 | 1989                 |
|       | Général de corps d'armée (generale di corpo d'armata) | Domenico Corcione            | 1989                 | 1990                 |
|       | Général de corps d'armée (generale di corpo d'armata) | Goffredo Canino              | 1990                 | 1993                 |
|       | Général de corps d'armée (generale di corpo d'armata) | Bonifazio Incisa di Camerana | 1993                 | 1997                 |
|       | Général de corps d'armée (tenente generale)           | Francesco Cervoni            | 1997                 | 2001                 |
|       | Général de corps d'armée (tenente generale)           | Gianfranco Ottogalli         | 2001                 | 2003                 |
|       | Général de corps d'armée (tenente generale)           | Giulio Fraticelli            | 2003                 | 2005                 |
|       | Général de corps d'armée (generale di corpo d'armata) | Filiberto Cecchi             | 2005                 | 2007                 |
|       | Général de corps d'armée (generale di corpo d'armata) | Fabrizio Castagnetti         | 2007                 | 2009                 |
|       | Général de corps d'armée (generale di corpo d'armata) | Giuseppe Valotto             | 2009                 | 2011                 |
|       | Général de corps d'armée (generale di corpo d'armata) | Claudio Graziano             | 2011                 | 2015                 |
|       | Général de corps d'armée (generale di corpo d'armata) | Danilo Errico                | 2015                 | 2018                 |
|       | Général de corps d'armée (generale di corpo d'armata) | Salvatore Farina             | 2018                 | 2021                 |
|       | Général de corps d'armée (generale di corpo d'armata) | Pietro Serino                | depuis 2021          | en fonction          |

## Note
1. ↑  (it) www.ilgiornale.it
2. ↑  « Stato Maggiore dell'Esercito », sur esercito.difesa.it, 9 mai 2013.
3. ↑  Rapporto Esercito 2012 p. 34.
4. ↑  Rapporto Esercito 2012 p. 191.
5. ↑  « Il Capo di Stato Maggiore dell'Esercito », sur esercito.difesa.it, 9 mai 2013.
6. ↑  « SME - I Capi di Stato Maggiore », sur esercito.difesa.it.
7. ↑  Nomina interinale.
8. ↑  Nominato nuovamente dopo la nascita della Repubblica.

## Source
- (it) Cet article est partiellement ou en totalité issu de l’article de Wikipédia en italien intitulé « Capo di stato maggiore dell'Esercito Italiano » (voir la liste des auteurs).